# El a kezekkel a feleségemtől!
Az El a kezekkel a feleségemtől!  (eredeti cím: Not with My Wife, You Don't!) 1966-ban bemutatott amerikai filmvígjáték. Főszereplői Tony Curtis, Virna Lisi és George C. Scott.

## Cselekménye
|  | Alább a cselekmény részletei következnek! |

Valamikor a hatvanas években London egyik repülőterére egy amerikai tábornok fog érkezni. Előtte elpróbálják az eseményeket, hogy minden rendben menjen. Tom Ferris alezredes (Tony Curtis), szervezőzseni mindenre gondol. Nemcsak a tábornok feleségének kedvenc virágát szerzi meg, hanem azzal is tisztában van, hogy a tábornok unokájának baseball labdát vegyen, vagy hogy a katonazenekar egyik fúvósa eltévesztette a hangmagasságot. Feleségét, Julie-t azonban elhanyagolja. 14 év után feltűnik „Tank” Martin, Tom valamikori barátja.
Egy visszaemlékezésből kibontakozik a történet. Tom Ferris és „Tank” Martin vadászpilóták 1952-ben, a koreai háborúban bajtársiasan, egymást segítve harcolnak, azonban a magánéletben a nők miatt rivalizálnak egymással. Egy szőke nő miatt verekedés tör ki köztük, aminek következtében Tom kórházba kerül. Itt elbűvöli az ápolónője, az olasz Giulietta Parodi (Virna Lisi).
„Tank” Martin meglátogatja a barátját, bár ő igyekezett kitérni a találkozó elől. Tom vaknak tetteti magát. „Tank” Martin is udvarolni kezd az ápolónőnek, akinek imponál, hogy pár szót beszél olaszul. Többször találkoznak a szabadidejükben. Tom eközben Japánba kerül, rehabilitáció céljából, ahol közben kinő a szakálla.
Visszakerülve Koreába, a Kimpo légibázisra, Giulietta elmondja nekik, hogy mindkettejüket szereti. Tom és Tank a következő bevetésen koreai gépekkel találkozik. Tank gépét lelövik és a tengerbe zuhan. Tanket azonban megmentik és egy manilai kórházban ápolják. Tom azt a látszatot kelti, hogy Tank meghalt. Tom Ferris hadnagy és Giulietta Parodi (Julietta írásmóddal) hamarosan házasságot köt. A hírt Tank Martin a kórházban olvassa. Táviratot küld Tomnak és meglátogatja őket Londonban, ahol csak Julietta van otthon. Hamarosan megérkezik Tom, neki azonban Koppenhágába kell mennie hivatalos kiküldetésben. Felesége esti táncos programjához Tank csatlakozik. A buliból hazaérve Julie egy ital kever mindkettőjüknek, majd megcsókolja Tank-et, ő azonban józanságra inti és elbúcsúzik.
Tomot, miközben Koppenhágában tartózkodik, hirtelen áthelyezik sarkvidéki kiképzésre Kanada Labrador tartományába. Tank Tom kérésére elviszi a feleségét Rómába, ahol légibemutatón vesznek részt, Tank mint aktív pilóta. Tom eközben a jégmezőkön kutyaszánon közlekedik és jégkunyhót kell építenie (aminek a belsejében legfeljebb mínusz tíz fok lehetséges). Tank és Julie közös programokon vesznek részt, operába mennek és a strandra. Tanknek egy újabb légibemutatóra kell mennie, ezért Julie moziba megy, ahol az olasz nyelvű Arrivederci Mondo („Viszlát, világ”) című filmet nézi meg két másik katonafeleséggel. A filmvásznon egy szőke nő és a szeretője csókolóznak. A férfi elmondja a nőnek, hogy ne érezze megcsalásnak a dolgot, mivel a férje számára csak a munka létezik, a feleségéről tudomást sem vesz. Julie-t mélyen érinti a dolog, majd hirtelen saját magát és Tank-et látja a filmvásznon (barátnői ebből semmit sem vesznek észre). A fekete-fehér filmben váratlanul hazaérkezik a férj (Tony Curtis játssza, bajusszal), és énekelve a hálószobába megy. A diskurzus olaszul zajlik le (bár Tony Curtis egy-két angol szót is belekever a szövegébe). Az eseten felháborodva egy fiókból pisztolyt vesz elő és mindkettejüket lelövi, majd magával is végez. Előtte elmondja, hogy ha egy nő megcsalja a férjét, az a férj halálát jelenti. Julie elmenekül a moziból, és egy üzenetben lemondja esti vacsorájukat Tank-kel.
Tom a vészhelyzetre tartalékolt rádión felhívja Julie-t Rómában, de nem azt mondja az asszonynak, amit az hallani szeretne: hogy hiányzik neki és hogy szereti, hanem egy ajándék vásárlását kéri az egyik felettese feleségének. Julie megharagszik rá és el akar tőle válni. Tom ennek hallatán azonnal hazaindul, bár ezzel az előléptetését kockáztatja.  Tank folytatja az udvarlást. Julie arról beszél neki álmodozva, hogy ha együtt fognak élni, sok gyerekük lesz (legalább négy), nem engedi a férjét többé repülni (hivatalba kell majd járnia) és a vacsora után együtt fognak elmosogatni. Tank ezt látszólag egyetértően fogadja, majd elmondja Julie-nak, hogy Tom annak idején elégette azt a táviratot, amiben arról írtak, hogy ő életben van. Julie ekkor ráébred, hogy ezt Tom azért csinálta, mert szereti őt, Tank azonban csak le akarja őt fektetni. Julie ki akar rohanni Tank szobájából, azonban hajnali három óra van, katonák vannak a folyosón, és a tábornok éppen másik szobába költözik, mert az övé túlságosan zajos. Elmondja, hogy sajnálja, hogy Tom Ferrist elküldte Labradorra Tank rábeszélésére, hiszen a fiú egy szervezőzseni. Julie ezt megdöbbenéssel hallgatja. A körülményekre tekintettel nem mehet ki a szobából, ezért a hálószobába megy aludni, Tank pedig a kanapén alszik. Másnap megérkezik Tom a Bellham légibázisra, ahol a tisztiszolgája, Gilroy foglalt neki jegyet egy járatra, ő azonban hamarabb szeretne Rómába érni, ezért mindketten arab burnuszba öltöznek, és egy Hawker Siddeley HS-125 típusú sugárhajtású géppel engedély nélkül (kis magasságban, hogy a radarok  ne vegyék észre) veszélyes manőverekkel tarkítva pár óra múlva Rómába érkezik. A repülőtéren majdnem letartóztatják, de ő egy titkos küldetésre hivatkozik (ti. egy doboz szivart visz Parker altábornagynak).
Amikor Tom a szállodai szobába ér, veszekedés és verekedés tör ki hármójuk közt. A tábornok folyamatosan dörömböl a falon a zaj miatt. Tom átadja neki a szivarokat.
Közben Julie elrohant a szobából. Tank baráti tanácsként azt mondja Tomnak, hogy menjen utána és fordítson a feleségére több időt, különben lehet, hogy legközelebb egy válóperes ügyvéd irodájában találkoznak. Tank azonnal az áthelyezését kéri.
Washington, három évvel később. Julie megérkezik a férje irodájába, ahol kitüntetések átadását gyakorolják. Ezen Tanket is előléptetik. A ceremónia végén barátságosan elbeszélgetnek Tank, Julie és Tom. Tank egy kis medált ad át Julie-nak, amit annak idején a nő visszaadott neki. Nemsokára Gilroy odaadja nekik a Ferris család karonülő két ikerfiát. Tank álmodozva néz utánuk, ahogy távoznak, és egy nő kezét fogja meg, aki a külső szobában ül, és azt mondja a nőnek, hogy ő egy titkos ügynök.
|  | Itt a vége a cselekmény részletezésének! |

## Szereposztás
- Tony Curtis – Tom Ferris
- Virna Lisi – Giulietta Parodi / később Julie Ferris
- George C. Scott – Tank Martin
- Carroll O'Connor – Maynard C. Parker tábornok